# Laser-Scanning-Vibrometrie

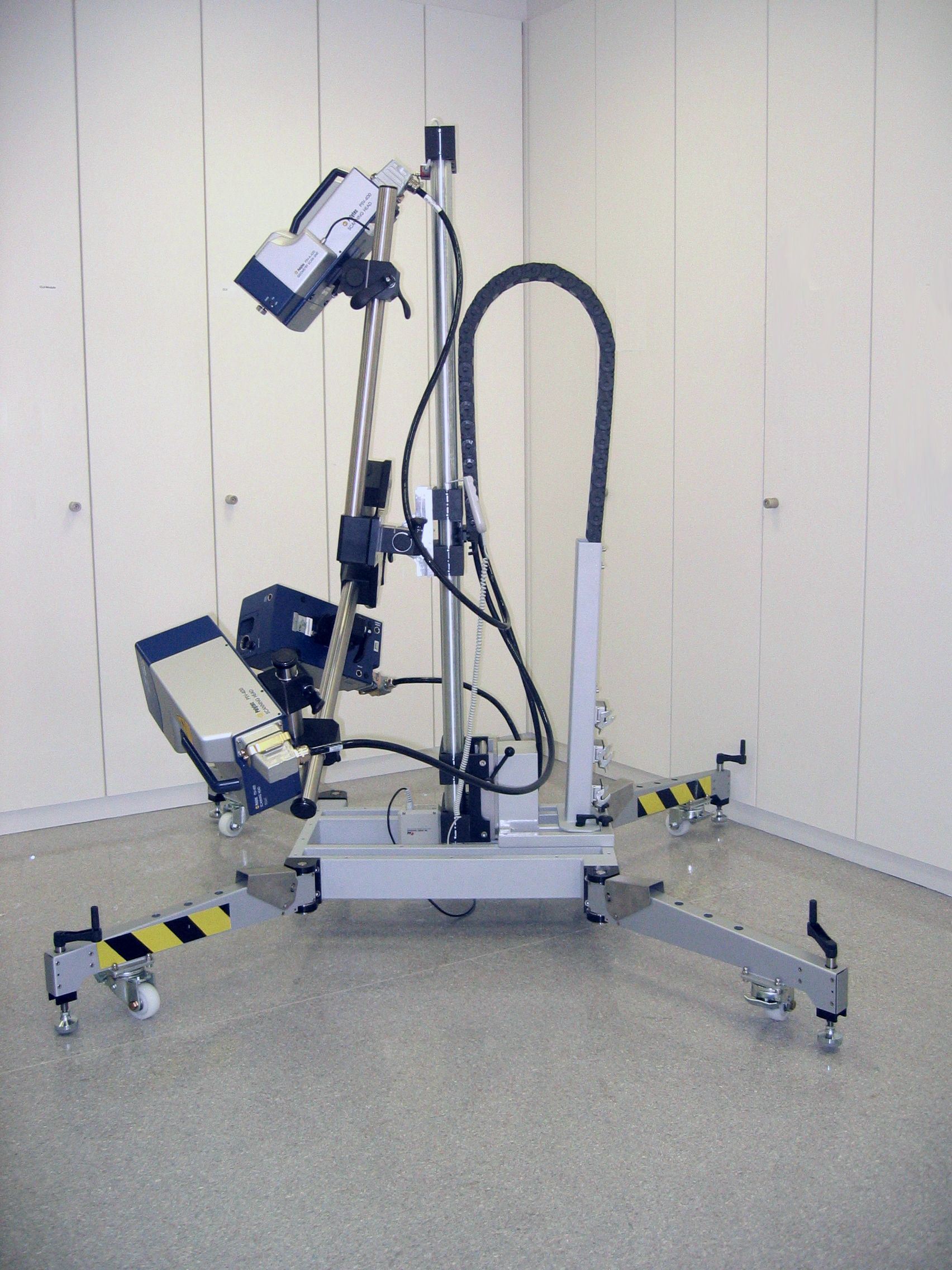
3D-Scanning-Vibrometer

Die Laser-Scanning-Vibrometrie ist ein schnelles, bildgebendes Verfahren zur berührungslosen Messung von Schwingungen, beispielsweise im Fahrzeug-, Flugzeug- und Maschinenbau, in der Mikrosystem- und Datentechnik sowie in der Qualitäts- und Produktionskontrolle. Die Optimierung von Schwingverhalten und Akustik (z. B. Betriebsschwingungsanalyse) ist in vielen dieser Bereiche zu einem wichtigen Ziel der Produktentwicklung geworden, da die dynamischen und akustischen Eigenschaften von Produkten zu den wesentlichen Qualitätsmerkmalen zählen.

## Messprinzip
Das Funktionsprinzip basiert auf der Laser-Doppler-Vibrometrie: Aus dem von einer schwingenden Struktur zurückgestreuten Laserlicht werden Schwinggeschwindigkeit und Schwingweg bestimmt. Bei einem Scanning-Vibrometer ist das Laser-Doppler-Vibrometer mit einer Scanner-Spiegel-Einheit und einer Videokamera in einem Messkopf integriert. Während der Messung wird der Laserstrahl über die Oberfläche des Messobjekts gescannt und liefert mit einer sehr hohen räumlichen Auflösung sequentiell eine Reihe von Einzelpunktmessungen. Aus diesen sequentiell gemessenen Schwingungsdaten lassen sich entweder im Zeitbereich der simultane Bewegungsablauf der Struktur, oder aus der Analyse im Frequenzbereich die Betriebsschwingformen in interessierenden Frequenzbändern bestimmen und visualisieren. Im Gegensatz zu taktilen Messverfahren wird hier die zu untersuchende Schwingung durch den Messprozess nicht beeinflusst.
Ein 3D-Scanning-Vibrometer kombiniert drei Messköpfe, die die Schwingbewegung aus unterschiedlichen Raumrichtungen erfassen, und damit den 3D-Schwingungsvektor vollständig bestimmen. In der 3D-Darstellung der Schwingungsdaten lassen sich die Schwingungen des Messobjekts räumlich oder individuell in x-, y- und z-Richtung beobachten und dabei auch In-Plane- und Out-of-Plane-Vektorkomponenten klar voneinander unterscheiden.

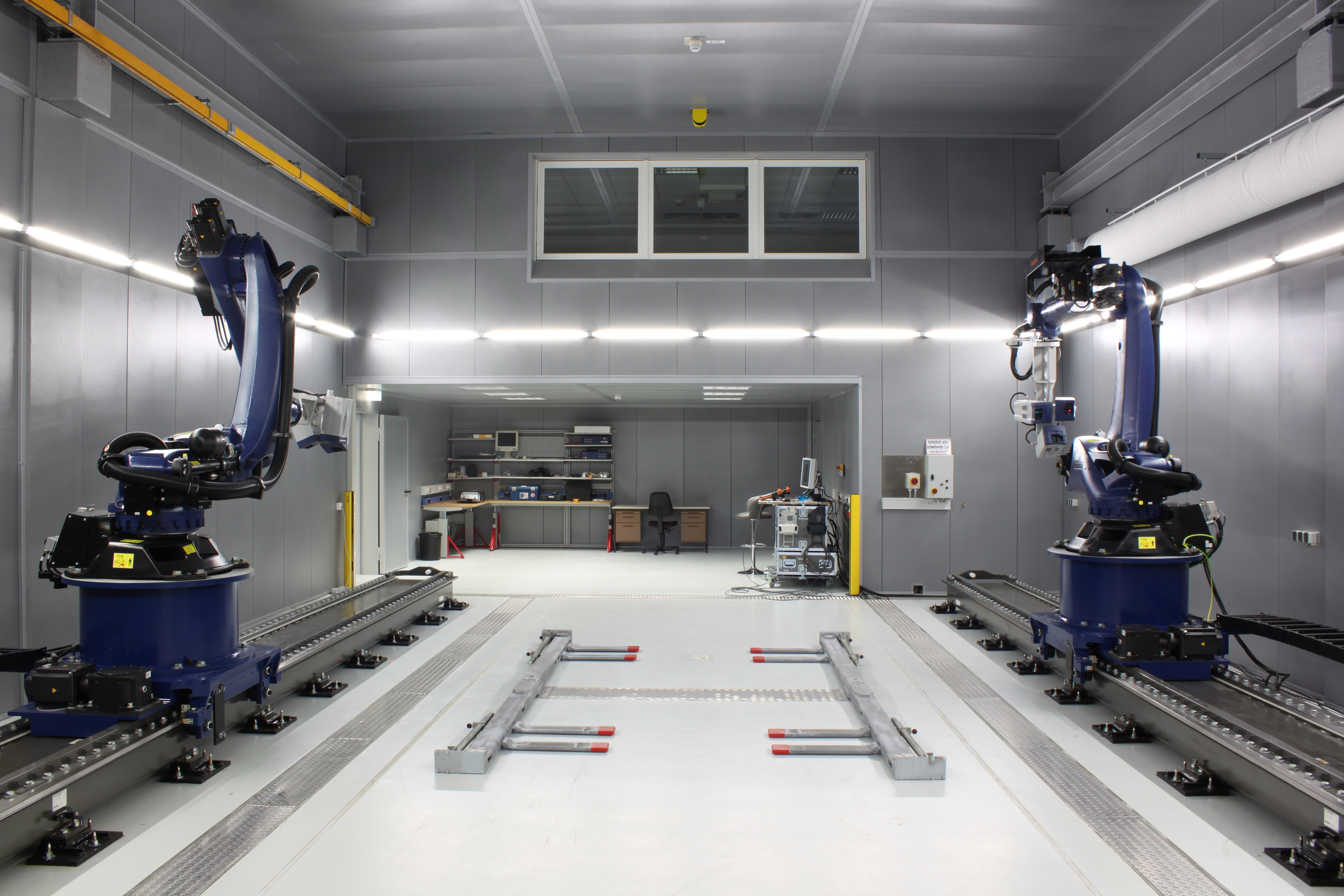
Robotergestützte Laser-Scanning-Vibrometrie